# Stefan Gąsieniec
Stefan Gąsieniec (ur. 29 maja 1979 we Wrocławiu) – polski kompozytor i pianista jazzowy, syn profesora Mirosława Gąsieńca. Wielokrotnie nagradzany w konkursach muzycznych, m.in. Jazz Juniors, Jazz nad Odrą, Festiwal Kompozytorski im. Krzysztofa Komedy czy Song Of The Year (USA).

## Życiorys
Ukończył średnią szkołę muzyczną we Wrocławiu na skrzypcach, a następnie w 2002 roku ukończył studia w Akademii Muzyczną we Wrocławiu na Wydziale Kompozycji.
Równolegle do studiów kompozytorskich prowadził działalność artystyczną jako pianista i aranżer jazzowo-rozrywkowy, m.in. pisząc muzykę do spektakli teatralnych reżyserowanych m.in. przez Jerzego Bielanasa (Dorotka w krainie Ozz) czy Waldemara Krzystka (Po deszczu). W 2004 trio jazzowe Stefana Gąsieńca zajęło I miejsce na konkursie Jazz Juniors w Krakowie. To wydarzenie pociągnęło za sobą falę sukcesów m.in. udział w największym na świecie konkursie pianistów jazzowych w ramach Montreux Jazz Festival 2005 jako jeden z 12 uczestników z całego świata i jedyny reprezentant Polski. Od 2005 roku rozpoczął współpracę z Romanem Kołakowskim, która zaowocowała stworzeniem takich spektakli muzycznych jak: „Zło, Księga Gróźb – The Tiger Lillies Project” – premiera w ramach Przeglądu Piosenki Aktorskiej we Wrocławiu w 2006 oraz „George & Ira Gershwin”. Również wspólnie stworzyli materiał muzyczny na galowy koncert wieńczący VI Dzień Papieski w 2006 roku, transmitowany przez TVP1. W tym samym roku opracował muzycznie i poprowadził koncert “Solidarni z Polakami na Białorusi” transmitowany przez TVP Polonia.
Równolegle Gąsieniec koncertuje jako pianista solo i ze swoim triem jazzowym (Jakub Cywiński – kontrabas, Wojciech Romanowski – perkusja) w kraju i za granicą m.in. jako reprezentant Dolnego Śląska we Francji i Austrii. W 2009 roku na zamówienie prezydenta Wrocławia stworzył autorski projekt i skomponował muzykę do koncertu opowiadającego o Patronie Miasta bł. Czesławie pt. Kantata „Bł.Czesław – Pogromca Śmierci – Obrońca Wrocławia”. Premiera miała miejsce 9 maja we Wrocławiu w Dużej Sali Polskiego Radia we Wrocławiu przy ul. Karkonoskiej. Kilka miesięcy później materiał został zarejestrowany i powstała płyta, która stała się wizytówką Wrocławia. W 2010 roku Stefan Gąsieniec zamieszkał w Warszawie. Od tego momentu datuje się współpracę ze Stanisławem Soyką oraz Krzysztofem Cugowskim.
W 2010 na zaproszenie Stanisława Soyki aranżował największe przeboje artysty na orkiestrę smyczkową, którą potem dyrygował podczas koncertu w Filharmonii Narodowej. W 2011 na zaproszenie Stanisława Soyki aranżował oraz przygotowywał partyturę do „Pasji Szczecińskiej” – premiera 19 kwietnia W 2011 wspólnie z Romanem Kołakowskim tworzyła Oratorium „Carmina Caritatis” oparte na przesłaniu zawartym w czternastu encyklikach świętego Jana Pawła II.
W 2012 roku skomponował utwór „Inara Lyn” (słowa: Paulina Przybysz), który został nagrany przez wokalistę Rafała Majewskiego i wydany w 2013 przez Universal Music na składance Marka Niedźwieckiego „Smooth Jazz Cafe vol.12”.
W 2014 roku skomponował muzykę do tyłówki serialu „Na Wspólnej” (emisja od 2066 odcinka). W tym samym roku skomponował muzykę do filmu „Matka Ziemia” w reż. Piotra Złotorowicza, z główną rolą Mirosława Baki.
Skomponował, zaaranżował i wyprodukował muzykę do solowego albumu Krzysztofa Cugowskiego pt. „Przebudzenie”. Płyta wydana przez RockersPro, 9 października 2015 roku. Powstały dwa teledyski do singli z tej płyty.
Od 2016 roku koncertuje jako pianista w duecie z aktorem Tomaszem Stockingerem.
Stefan Gąsieniec jest autorem muzyki, aranżacji oraz współautorem wielu publikacji edukacyjnych dla dzieci i młodzieży – wydanych nakładem wydawnictw: WSiP, Nowa Era, Grupa Edukacyjna MAC, Harmonia, Skrzat i inne.
Skomponował ok. 1500 piosenek dziecięcych. Niektóre z nich mają po kilkanaście milionów odsłon na kanale YouTube.
Stefan współpracował z gwiazdami światowego jazzu, m.in. takimi jak: Fuasi Abdul Khaliq, Kenny Martin, Daniel Allen, Siggy Davis, Nirankar Khalsa, Tony Hurdle. Aranżował i koncertował z większością gwiazd polskiej sceny muzycznej, takmi jak Ewa Bem, Olga Bończyk, Justyna Steczkowska, Stanisław Soyka, Krzesimir Dębski, Marek Bałata, Grzegorz Markowski, Michał Bajor, Maciej Miecznikowski, Janusz Radek, Paweł Kukiz, Mieczysław Szcześniak, Robert Kudelski, Janusz Stokłosa. Jako twórca muzyki filmowej współpracował z polskimi reżyserami, takimi jak: Jan Szurmiej, Waldemar Krzystek, Bolesław Pawica, Konrad Smuga, Roman Kołakowski czy Jerzy Bielunas, Piotr Złotorowicz.

## Nagrody i wyróżnienia
- 2004 – Grand Prix dla Stefan Gąsieniec Trio – “Jazz Juniors” Kraków
- 2005 – Nagroda za najlepszą kompozycję – “Jazz nad Odrą” Wrocław
- 2005 – Nagroda Muzyczna Wrocławia otrzymana z rąk Prezydenta Miasta Rafała Dutkiewicza
- 2005 – Finalista jednego z największych na świecie konkursów pianistów w ramach “39 Montreux Jazz Festival” – Szwajcaria
- 2005 – Wyróżnienie na III Warszawskim Festiwalu Pianistów Jazzowych
- 2007 – Laureat Konkursu Kompozytorskiego im. Krzysztofa Komedy – Słupsk
- 2009 – Nagroda Ministra Kultury w uznaniu nieocenionych zasług dla kultury polskiej
- 2015 – Wyróżniony w USA za kompozycje „Inara Lyn” na Konkursie Kompozytorskim http://www.songoftheyear.com/
- 2015 – Zdobył IV miejsce na Międzynarodowym Konkursie Kompozytorskim organizowanym przez https://web.archive.org/web/20151005010546/https://www.projectsam.com/Home